# Saint-Cyr-sous-Dourdan
Saint-Cyr-sous-Dourdan  [sɛ̃ siʁ su d̪uʁd̪ɑ̃] je francouzská obec v departementu Essonne v regionu Île-de-France. V obci se nachází kostel svatého Kvirika a svaté Julity.

## Poloha
Obec Saint-Cyr-sous-Dourdan se nachází asi 39 km jihozápadně od Paříže. Obklopují ji obce Angervilliers na severu a na severovýchodě, Le Val-Saint-Germain na východě, Roinville na jihovýchodě, Dourdan na jihu a na jihozápadě a Longvilliers na západě a na severozápadě.

## Vývoj počtu obyvatel
Počet obyvatel